# Савремено наивно сликарство у Југославији
Савремено наивно сликарство у Југославији је један од облика ликовне уметности којим су се бавили даровити сликари без академског уметничког образовања, припадници различитих етничких група који су живели и стварали на простору бивше Југославије у 20. веку, све до њеног распада 1991. године. Овим сликарством, називаним и наивно сликарство, сликарство наивних, алтернативно сликарство, примитивно сликарство, сликарство модерних примитива итд. у Југославији се до њеног распада 1991. године бавила једна велика група уметнички нешколованих сликара, која је у стваралаштву остала накекао „изолована” и поред тога што је била окружена великим бројем израза и струја модерног сликарства које су владале у првој половини 20.века.
Ова изразито раскошна и вишеструко занимљива уметничка форма која се у свету појавила у 19. веку као особена грана у односу на такозвану уметност примитивних народа на тлу Африке, Америке и Аустралије, као савремени облик наивног сликарства зачета је на простору Краљевине Југославије тридесетих година 20. века. Тада је наивно сликарство зачето некако истовремено у подравском селу Хлебине, поморавском Опарићу, сунчаној Далмацији, и банатској Ковачици.
Након Другог светског рата проширила се на све крајеве бивше СФР Југославије, да би убрзо постала међу најзначајније у свету. Многи страни ликовни критичари, ову појаву називају „југословенско чудо” (miracle yougoslave) а један од најистакнутијих, попут теоретичара уметности Анатола Жаковског, по квалитету и разноврсности сврстава је, заједно са Французима, на прво место у свету.

## Општа разматрања о наивној уметности
Термин наивна уметност први пут је употребљен у 19. веку као опис сликарства Анрија Русоа (француског постимпресионистичког сликар наивног или примитивног смера) и сликара с Хаитија, о чему постоје многе студије из области историје уметности како у свету и бившој Југославији.
Мада је наивна уметност често окарактерисана „детињом једноставношћу” и до данашњих дана остало је актуелно питање шта је то заправо наивна уметност и по чему је она наивна. У том смислу у свету постоје различита вредновања ове врсте уметности од стране историчара уметности, као и неслагања око њеног назива, јер због „погрдног призвука” многи аутори избегавају термине наивна или примитивна уметност, мада се у научној и широј јавности у Југославији за ову врсту уметности користио устаљени термин наивна уметност, упркос опречном ставу нпр. Љубомира Симовића (2010), који сматра да би био прикладнији назив „алтернативна уметност”.

Наивна уметност као аутономна уметност постоји независно од јасно одређених одлика стила и уметничког образовања, и одвојена је од спољашњих утицаја, што као последицу има разноврсност ликовних решења. Осим тога, једна од главних карактеристика наивних сликара (или самоуких, изворних сликара) јесте одсуство академског уметничког образовања. Зато она не трпи правила, која се обично откривају тек по завршетку сликарског чина. Немогуће је научити, и по томе је попут талента који се такође не може научити. Стихијска је у наступу рађања облика и форми, јер је спонтана. Наивна уметност се према томе не учи већ настаје и развија се захваљујући необузданој машти сваког стваралаца посебно, намећући свој посебан ликовни израз и нове облике естетског. Зато се наивни уметници у свету сматрају и називају носиоцима традиционалних знања, што се према дефиницији Унеско-а односи на: 
| „ | Особе које у високом степену поседују вештине и технике нужне за продукцију посебних аспекта културног живота људи и народа и континуираног постојања материјалног културног наслеђа. | ” |

 У већини случајева наивно сликарство у Југославији није превасходно занимање стваралаца наивне уметности, већ је то најчешће пољопривреда. Тако да рађање модерне уметности није условило настајање наивне уметности у Југославији, али је својим антиакадемизмом допринело њеном признавању и прихватању као неке врсте реакције на технички, економски и цивилизацијски развој земље, промене услова живота на селу која је једним делом изменила живот на селу а другим делом, довело до ослобађање личности, и повукло сељаке да напусте село и настане се у граду, где, заробљени у бетону, тугују за амбијентом који су оставили.

## Историја
У историјском периоду у коме је владaо несклада између формалне уметности и актуелног развоја југословенског друштва у целини. посликавајући самосвојно и искрено и уносећи на платна осећања за архаично и митолошко, са карактеристикама спонтаног ликовног израза и видљиво наглашеног значаја теме у односу на структуру слике, наивни сликари у Југославији на својим ликовним делима своје сопствено животно искуство филтрирају кроз осећање живота,...путујући кроз време и по митском свету који је за небројена поколења био стварност.
Зато можемо рећи да ова врста сликарства у Југославији своју експанзију доживљавала као последицу и доказ демократизације како општедруштвених односа тако и у уметничког стваралаштва, у коме је свако имао право да се уметнички изражава и да за ту врсту изражавања ликовности уметничке школе саме по себи нису гаранција уметничке вредности, јер се уметност може остваривати и без њих.
После Другог светског рата наивна уметност се проширила на све крајеве новостворене СФР Југославије, тако да се наивном уметношћу у другој половини 20. века бавило на хиљаде стваралаца од којих су многи отишли у заборав, а неки постали значајни у светским размерама. Ово како су га неки историчари уметности назвали „југословенско чудо”, према оцени Анатола Жавковског, једног од најистакнутијих теоретичара наивне уметности у свету, по квалитету сликара и вајара, „раме уз раме” заједно са Французима било је на првом месту у свету.

### Хрватска
Савремено наивно сликарство у Југославији зачето је на почетку треће деценије 20. века, када је у Хрватском селу Хлебине, недалеко Копривнице, Крсто Хегедушић (1901—1975) основао 1929. године основао ликовну групу „Земља” и 1930. године почео са сељацима Иваном Генералићем из Хлебина и Фрањом Мразом из Ђелековца интензивно слика техником уља на стаклу. Хегедушић је тиме хтео да докаже да сликарство није привилегија само „богате деце”. Јак социјални призвук који је имало сликарство ове ликовне групе изазвао је и полицијску забрану изложбе и њиховог рада 1935. године.
Тако је захваљујући Генералићу настала у Хлебинама „хлебинска школа” наивлог сликарства са специфичним, али истовремено различитим личним стилом високог уметничког стантарда.
Након прве изложбе „хлебинске школе” 1931. године у овом сликарству је препозната југословенска савремена наивна уметност која је убрзо постала популаран облик ликовног уметничког изражавања у готово свим Југословенским републикама са јако наглашеним социјалним грубостима сеоског начина живота.
Највећи успех Иван Генералић постигао је када је после Другог светског рата постао члан Удружења ликовних уметника Хрватске. Тада је непрекисно почео да преноси своје ликовно искуство на даровите земљаке у школи у Хлебинама у којој је постао наставник ликовног васпитања. Након изложбе одржане 1953 године у Паризу Генаралић је постао један од најпознатијих светских наивних сликара.
У Хлебинама, иако млађи по годинама, Генералић је окупио групу земљака из Хлебина и околине међу којима су били Фрањо Филиповић, Мијо Ковачевић, Драган Гажи, Иван Веченај, Мартин Мехкек, који ће касније бити познати и као припадници „подравске наиве”.
Поред Генералића, важну улогу у Хрвастком наивном сликарству имао је и Мирко Вирус (1989—1943) из Ђелековца, који је као болесник и заробљеник за време боравка у болници у Јекатеринославу, имао прилике да црта. У пролеће 1936. под утицајем Ивана Генералића, почео је да слика на платну. Његове слике одишу тмурним расположењем, носећи у себи приказе неразрешиве стварности сеоског сиромаштва.
Године 1952. у Загребу је поводом прославе стогодишњице просветног друштва „Сељачка слога” основана прва у свету Галерија примитивне уметности, што је одиграло значајну улогу у даљем развоју наивне уметности у Југославији.

## Словенија
Савремена словеначка наивна уметност своје корене вуче из етнографских мотива средњевековних фресака,
слика и резбарија 16. века, сцена из сеоског живота и алегоријских порука насликаних на кошницама пчелара.
Најстарији словеначки наивни уметник је учитељ Полде Михелич који је од 1938. године сликао пејзаже свог родног села Врпоља код Камника. Од осталих познатијих наивних уметника наводе се; Јоже Петернељ - Маусар из села Жири, Јожа Хорват Јаки из села Назирје, Антон Репник из села Горња Мута и други.
Јоже Петернељ - Маусар је од свих словеначких наивних сликара највише се држи народне традиције, сликајући од 1952. године пејзаже горењске, народна казивања и савремени живот. Он је природним, ненаметљивим бојама дочаравао лепоту предела словеначких Алпа, са јаком дозом оптимистички поглед на свет. Насликао је неколико шаљивих композиција на тему купања жена.

## Македонија
Један од најзначајнијих представника македонске наиве је Вангел Наумовски (1922—2006), самоуки сликар, вајар, архитекта, рођен у Охриду у сиромашној породици. Пре него што је постао уметник, бавио се разним пословима. Није завршио основну школу, али је успео да се упише у средњу уметничку школу у којој је учио сликање. Међутим, одатле су га искључили са образложењем да нема талента. Наумовски није губи самопоуздање и године 1949. запослио се у Атељеу за дуборез у Охриду као цртач. Касније је радио као технички цртач у предузећу „Трудбеник”. Неколико деценија стварао је свој сликарски свет који су неки критичари назвали „охридска легенда”", или свет у коме влада „задовољство, жена и љубав”.
Прву самосталну изложбу имао је 1954. године у Охриду, а следеће године у Скопљу. За двадесетак година остварио је педесетак самосталних и преко 150 заједничких изложби широм света.

## Босна и Херцеговина
У Босни и Херцеговини седамдесетих година двадесетог века постојало је педесетак наивних сликара који су 1978. године у Скендерији имали прву заједничку изложбу. Међу овим наивним сликарима посебно се истичу:
- Ђорђе Добрић (1931-1978), металски радник из Санског Моста, свавако је један је од најбољих представник наивог сликарства у Босни и Херцеговини 70-тих година 20. века. Живот исламског света он је сликао јарким бојама.
- Исмет Ајановић (1922-2014) сарајевски кафеџија и Мехмед Бахић из Градачца, који су босанске касабе и њене оријенталне куће најбоље представили.

Оно по чему је нарочито позната Босна и Херцеговина је уметничко обликовање и осликавање бакра, којим су се углавном бавили Роми, правећи традиционалне предмете за кућну употребу: ибрике, тепсије, котлове и друго.
Уз помоћ академских сликара наивни уметници почели су да кују фигуре народних јунака и животиња. У томе су се нарочито истицале породице Бајрамовић и Бегановић из села Баре код Какња, као и Хусеиновићи из Илијаша.

## Црна Гора
У Црној Гори савремено наивно сликарство зачето је средином 60-тих година 20. века, када се јавио један број самоуких сликара окупљених око црногорско Удружење самоуких сликара и вајара. Неки од првих чланова, различитих уметничких стремљења, су Илија Вучковић и Тодор Лука из Подгорице, Вукота Мијушковић и Марко Денда из Игала, Ђорђије Вучковић из Пљеваља, Божидар Мартиновић из Будве и други.
Иако без икакве школе, сви они се у ликовном изражавањању, ослањају се на традицију, поезију и природне лепоте кршне Црне Горе.
Наивни уметници из Црне Горе одржавали су и уметничке колоније у ликовном насељу „Ивањдан” у организацији Уметничке галерије „Витомир Србљановић” из Пљеваља. На овим колонијама гости су најпознатији наивни уметници из Србије и Црне Горе.

## Србија
Иако је самоука уметност у Србији настала у давна времена из којих су сачувана само дела непознатих аутора на црквеним сликама и надгробним споменицима-крајпуташима, почетак модерне наивне ликовне уметности у Срба, везује се за Јанка Брашића (1906—1994), сељака сликара из села Опарића код Јагодине, који је ликовно стваралаштво започео 1933. године. Као тумач изворног колективног живота руралне средине Србије, и добар портретиста, илустратор народних обичаја и традиције за 60 година рада створио је богат опус: више стотина слика, цртежа, фрески, икона и скулптура. Оно по чему је ће његово стваралаштва остати препознатљиво јесу спонтаност и непосредност ликовног израза као и у већине наивних уметника Србије.
Око Јанка Брашића у даљем следу догађаја настала је тзв. Брашићева група или „опарићка школа”, коју је он окупио са циљем да сликаре у њој научи техници сликања. Захваљујући лабавим везама између сликара из ове групе, који су радили независно, сликарска дела створена у оквиру „опарићке школе” су оригинална без међусобне сличности њених представника.
Први у Брашићевој групи био је његов комшија Јеремије Радивојевић, који је трагично прерано окончао свој живот мучењем од стране Немаца, због карикатуре против Великог Рајха.
Неки од каснијих Брашићевих „ученика” били су: Мирослав Маринковић (1928), Мирослав Арсић, Мирослав Јовановић, Томислав Јовић (1930), Добривоје Милојевић (1948).
Након оснивања Галерије самоуких ликовних уметника у тадашњем Светозареву, 1960. године, формирала се група сликара из Јагодине и околних села. Милан Рашић, тада припадник млађе генерације, у оквиру ове групе посебно се издвајао и постао родоначелник круга младих сеоских сликара у овом делу Србије.
На њиховим сликама видљиви су утицаји градитељства Моравске школе и „рашићевског манира” сликања, идеализованих пејзажа Шумадије и Поморавља, „као својеврсног земаљског раја”. Најзначајнији припаднице овог круга савремених наивних уметника су Добросав Милојевић, Слободан Живановић и Владимир Кепић.
Културни живот словачке националне мањине изузетно је богат. Наивно сликарство представља доминантну област културе Словака на тлу данашње Србије по којој је словачка национална заједница позната и на међународној сликарској сцени.
Наивно сликарство Словака је незванично започело да се развија 1939. године. У том периоду сликари су махом копирали мотиве са разгледница и календара, сликајући све оно чега није било у Војводини. Временом су градили сопствене стилове, па данас уметници стварају јединствене мотиве са мноштвом боја и детаља.
У већини случајева занимање Словака стваралаца наивне уметности није сликарство већ пољопривреда. Само је мањи број сликара био посвећен превасходно сликарству. Зато се може рећи да је једна од главних карактеристика словачких наивних сликара (или самоуких, изворних сликара) одсуство академског уметничког образовања.
Током друге половине 20. века наивним сликарством у Србији бавило се 60 словачких уметника (26 женског и 34 мушког пола). Од тога родом из Ковачице је 46, из Падине 10, из Војловице 2, из Бачког Петровца 1.
Како по бројности доминирају наивни сликари у Ковачици, којих данас по месту живљења има 30, Ковачица представља и својеврсан феномен.
У етнички румунском селу Уздин, у непосредној близини Ковачице, шездесетих година 20. века наивним сликарством почела је да се бави група жена румунске националности, заменивши иглу и конац кистом и бојом. Тако је пре више од пола века настала уздинска школа наивног сликарства. Ликовни критичари ову групу (школу) сврставају у руралне аматере, а и њихово сликарство дефинишу као фолклор.
Уздинска школа наивног сликарства настала је 1961. године, када је мотиве које је дотад сликала само на својим марамама, кошуљама и паорским кецељама, Анујка Маран пренела на платно, и тако постала прва сликарка румунске наиве у Србији.
И у 21. веку значај њиховог сликарства огледа се у поетском транспоновању унутрашњег лирског доживљаја света, улепшаног и чистог.
Најзначајније међу њима су: Анујка Маран, Марија Балан, Флорика Пуја, Илеана Олђе и друге. Адам Мезин је једини мушкарац који припада овој школи самоуких сликара. Он је рад на земљи успешно ускладио са својим другим, основним занимањем - сликањем.
Сунцокрети, берба грожђа, свадбени обичаји - само су неки од мотива богатог колорита који се могу видети на делима уздинске школе наивног сликарства. Њихове слике су такође пуне фолклора и народних обичаја, и имају за циљ да се одупиру њиховом забораву.
Изоловано од напред наведених група и у другим деловима Србије јавили су се савремени наивни сликари;
- Цветин Белић из Кузмина, о коме се јако мало зна ико постоји неколико његових сачуваних слика, од којих је једна; „Свадба”, 1963. у Ермитажу привукла велику пажњу.
- Драган Стојковић-Четкин занатлија и наивни уметник из Пожаревца.
- Стеван Цвијић из Шапца, Миливоје Мартиновић, Дејан Којић и Вита Јуришић из Црне Баре, које је 60-тих година 20. века окупио Милић од Мачве.
- После Другог светског рата у Београду је радило неколико наивних сликара, Хлебински сликар Фрањо Мраз, Гордана Ђелошевић, домаћица, Сава Секулић, Душан Јевтовић, Милисав Јовановић, Слободан Тасић и други.

У Војводини, поред ликовног стварања у значајним центарима наивне уметности као што су Ковачица, Уздин, Нови Бечеј, Таванкут, и у другим местима широм ове покрајине раде бројни сликари, наивни уметници. Тако су стварали или стварају у:
- Новом Саду, Емерик Фереш (1904—1969) и Пал Хомонаи
- Шиду, Илија Башићевић-Босиљ (1895—1972)
- Пећинцима, Слободан Јеремић-Јерамија,
- Старим Бановцима, Михајло Марјанчевић.
- Сомбору, Сава Стојков (1925—2014), сликар психолошких портрета и живописних пејзажа.